# It Hurts Me
〈It Hurts Me〉는 엘비스 프레슬리의 노래다. 조이 바이어스와 찰리 E. 대니얼스의 창작으로, 1964년 1월 12일 취입되었다.
엘비스의 사운드트랙 싱글 〈Kissin' Cousins〉의 B면에 취입된 곡으로, 1964년 2월 10일 발매되었다. A면의 경우 미국의 싱글 차트에서 12위로 치올려졌으며 〈It Hurts Me〉는 29위로 그쳤다. 이후로 본곡은 잘 알려지지도 않고 "노래 및 그 성적에 당한 고전의 입지"을 누리지도 못했다.
엘비스는 이 곡을 기하여 물경 28달을 내처 영화 사운드트랙 녹음에 할애당했다.
이후 1968년 6월 20일, 1968년 컴백 스페셜에 사용하려고 다시 녹음했다.
1968년 RCA 빅터의 컴필레이션 《Elvis' Gold Records Volume 4》에 등장된다. 2001년 《The 50 Greatest Love Songs》에 등장한다. 2004년 주크박스 뮤지컬 《올 쇼크 업》에 선보여진다.
조니 홀리데이, 로니 맥도웰, 톰 그린, 릭 노턴, 테디 룬, 케빈 뢰어, 제리 잭슨, 스티브 핏맨 등의 인물들이 이 곡을 녹음했다고 한다.

## 작곡 과정
미국반의 작곡 명의는 "조이 바이어스", 영국반의 작곡 명의는 조이 바이어스와 찰스 대니얼스에게 지워졌다. 또한 미국에서는 엘비스 프레슬리 뮤직 주식회사(Elvis Presley Music, Inc.), 영국에서는 시 라크 뮤직 주식회사(Sea Lark Music, Ltd.)가 제각각 발매했다.
프로듀서 겸 작곡가 밥 존스턴의 말로는, 〈It Hurts Me〉는 자기 작곡이나 부인 조이 바이어스에게 공을 돌린 것이라고 한다. 또한 그 외에도 많은 곡에 부인의 명의를 넣었다고 한다.
1962년 크리스마스 전의 모일, 찰스 대니얼스는 텍사스에서 미 동해안으로 가는 도중 앨패소에서 이 곡을 구상하기 시작했다. 이 뒤 공동 작곡을 하려 밥 존스턴이 내슈빌로 그를 초대, 본곡을 완성한다. 대니얼스의 회고는 이러하다. "우리끼리 시작하다 우리끼리 깡그려낸 거지요. 그래 가지고 데모를 밥이 만들어서 그, 당시 작곡을 납품하던 회사가 그, 힐 앤 레인지가 모회사로 있는, 엘비스 소유의 두 회사, 엘비스 프레슬리 뮤직하고 글래디스 뮤직의 산하였거든요. 그쪽 양반들이 이 곡을 듣고는 가방에다 넣지 않습디까. 그래 말했지요, "역사에 남게 생겼구나".
대니 얼스와 공동 작곡을 한 밥 존스턴은 "조이 바이어스(Joy Byers)" 또는 "조이 바이어스(Joe Byers)"라는 명의를 쓰고, 대니얼스의 경우는 "찰스 E. 대니얼스"였다.